# Skötgrunnan
Skötgrunnan este o arie protejată (arie specială de conservare — SAC, sit de importanță comunitară — SCI) din Suedia întinsă pe o suprafață de 38,4 ha, integral pe uscat.

## Localizare
Centrul sitului Skötgrunnan este situat la coordonatele 64°35′48″N 21°29′48″E / 64.5966°N 21.4968°E.

## Înființare
Situl Skötgrunnan a fost declarat sit de importanță comunitară în decembrie 1995 pentru a proteja un număr necunoscut de specii din flora spontană și fauna sălbatică aflate în arealul zonei. Situl a fost protejat și ca arie specială de conservare în martie 2011.

## Biodiversitate
Situată în ecoregiunile boreală și marină baltică, aria protejată conține 10 habitate naturale: Păduri naturale în etape succesive primare ale suprafețelor emergente de coastă, Taiga vestică, Litoraluri nisipoase din Baltica boreală cu vegetație perenă, Depresiuni intradunale umede, Dune mobile cu vegetație embrionară, Dune fixe decalcificate cu Empetrum nigrum, Dune mobile de-a lungul țărmului cu Ammophila arenaria („dune albe”), Dune de coastă fixe cu vegetație erbacee („dune gri”), Vegetație perenă pe țărmurile stâncoase, Dune împădurite din regiunile atlantică, continentală și boreală.
La baza desemnării sitului se află un număr nedeclarat de specii protejate.